# Susanville
Susanville is een plaats (city) in de Amerikaanse staat Californië, en valt bestuurlijk gezien onder Lassen County.

## Demografie
Bij de volkstelling in 2000 werd het aantal inwoners vastgesteld op 13.541.
In 2006 is het aantal inwoners door het United States Census Bureau geschat op 18.108, een stijging van 4567 (33,7%).

## Geografie
Volgens het United States Census Bureau beslaat de plaats een oppervlakte van
15,3 km², geheel bestaande uit land.

## Politiek en bestuur
Susanville maakt gebruik van een mayor-council system. De huidige burgemeester is Lino P. Callegari.
Voor de Senaat van Californië ligt Susanville in het eerste district, dat vertegenwoordigd wordt door de Republikein Ted Gaines. Voor de verkiezing van vertegenwoordigers in het Assembly of lagerhuis van Californië, valt Susanville binnen het derde district, dat vertegenwoordigd wordt door de Republikein Dan Logue. Susanville maakt deel uit van het vierde district van Californië voor de verkiezing van een vertegenwoordiger in het Huis van Afgevaardigden. De huidige afgevaardigde is de Republikein Tom McClintock.

## Plaatsen in de nabije omgeving
De onderstaande figuur toont nabijgelegen plaatsen in een straal van 48 km rond Susanville.